# Sangareddy
Sangareddy är en stad i den indiska delstaten Telangana, och är huvudort för distriktet Medak. Folkmängden uppgick till 71 376 invånare vid folkräkningen 2011, med förorter 83 858 invånare.